# Château de Roumont
Ne doit pas être confondu avec Château de Roumont (Flamierge).
Le château de Roumont est situé à Ochamps (section de la commune de Libin) en province belge de Luxembourg.

## Le château

### Histoire
Le château et le domaine de Roumont sont acquis en 1885 par Évence-Narcisse Coppée qui appartient à une dynastie d'industriels belges. Le château est transformé et agrandi en 1912 par l'architecte Alban Chambon à la demande d'Évence-Dieudonné  Coppée III. De 1900 à 1914, les Coppée font également construire six fermes modernes destinées à l'exploitation du domaine de Roumont. 
En août 1914, le domaine de Roumont est le témoin de combats sanglants sur le territoire d'Ochamps et le château devient un lieu d'accueil des premiers secours. Pendant la Seconde guerre mondiale, le château sera brièvement réoccupé par l'armée allemande lors de la bataille des Ardennes en janvier 1945. 
Les dépendances du château de Roumont ont été récemment restaurées en un gîte de charme. 

### Description
Le château trône au centre du domaine de Roumont composé d'une centaine d'hectares de terres cultivables et de forêts. De style Renaissance française, il rappelle les châteaux de la Loire. Il se dresse au milieu d'un parc à l'anglaise bordés d'avenues rectilignes se perdant dans la forêt. 
Aux alentours, quatre fermes complètent ce vaste domaine. La ferme de Maubeuge, entre Ochamps et Anloy, est la plus monumentale.
De nombreuses scènes du film 2021 Inexorable de Fabrice Du Welz, ont été tournées à l'intérieur et à l'extérieur du bâtiment.